# Фокида
Фокида је историјски регион античке Грчке. По Фокиди је названа данашња префектура Грчке, мада је онда значајно већа од историјског региона.